# Jarius Wynn
Jarius Jessereel Wynn (29 agosto 1989) è un giocatore di football americano statunitense che gioca nel ruolo di defensive end nella National Football League (NFL). Fu scelto nel corso del sesto giro (182º assoluto) del Draft NFL 2009 dai Green Bay Packers. Al college ha giocato a football all'Università della Georgia.

## Carriera professionistica

### Green Bay Packers
Wynn fu scelto dai Packers nel sesto giro del Draft 2009. Durante la sua stagione da rookie, Jarius giocò undici partite, nessuna delle quali da titolare, totalizzando 4 tackle.
Durante la pre-stagione 2010, Wynn fu svincolato durante i tagli finali per rientrare nei 53 uomini previsti dai roster NFL. Egli fece un provino per i Seattle Seahawks ma non venne firmato. Dopo l'infortunio del defensive end dei Green Bay Packers Justin Harrell nel debutto stagionale con i Philadelphia Eagles che lo tolse dai giochi per tutta la stagione, Wynn fu firmò nuovamente per la squadra delle riserve dei Packers. In quella stagione, il giocatore disputò 9 partite, con 5 tackle e 1,5 sack e vinse il suo primo titolo NFL quando Green Bay superò i Pittsburgh Steelers per 31-25 nel Super Bowl XLV.
Nel 2011, Wynn disputò la sua miglior stagione: giocò tutte le 16 gare gare stagionali, comprese le prime 4 apparizioni come titolare in carriera, totalizzando 19 tackle e 3,0 sack. I Packers chiusero col miglior record della lega, 15-1, furono eliminati anzitempo nel divisional round dei playoff dai New York Giants. Il 27 agosto 2012 fu svincolato.

### Tennessee Titans
Nel novembre 2012, Wynn firmò con i Tennessee Titans, disputandovi 7 gare con 7 tackle, 2 sack e un passaggio deviato.

### San Diego Chargers
Il 3 aprile 2012, Wynn firmò con i San Diego Chargers. Fu svincolato l'8 ottobre 2013.

### Dallas Cowboys
Il 14 ottobre 2013, Winn firmò coi Dallas Cowboys, a corto di giocatori nella linea difensiva a causa degli infortuni.

### Buffalo Bills
L'8 aprile 2014, Winn firmò coi Buffalo Bills.

## Palmarès
- Super Bowl : 1

Green Bay Packers: Super Bowl XLV
- National Football Conference Championship: 1

Green Bay Packers: 2010

## Statistiche
| Partite totali             | 43  |
| Partite totali da titolare | 4   |
| Tackle totali              | 34  |
| Sack                       | 6,5 |
| Intercetti                 | 0   |

Statistiche aggiornate alla stagione 2012